# Nederlands landskampioenschap 1894-1895
Al campionato parteciparono sei squadre e il HFC vinse il titolo.

## Classifica finale
|   | Club                | G  | V | N | P | GF | GS | Punti | DR  |
| - | ------------------- | -- | - | - | - | -- | -- | ----- | --- |
| 1 | Koninklijke HFC     | 10 | 8 | 0 | 2 | 40 | 18 | 16    | +22 |
| 2 | Sparta Rotterdam    | 10 | 6 | 1 | 3 | 32 | 18 | 13    | +15 |
| 3 | HVV                 | 10 | 6 | 1 | 3 | 30 | 20 | 13    | +10 |
| 4 | Rapiditas Rotterdam | 10 | 3 | 1 | 6 | 15 | 45 | 7     | -30 |
| 5 | RAP                 | 10 | 3 | 0 | 7 | 19 | 27 | 6     | -8  |
| 6 | Go Ahead Wageningen | 10 | 2 | 1 | 7 | 22 | 30 | 5     | -8  |

G = Partite giocate; V = Vittorie; N = Nulle/Pareggi; P = Perse; GF = Goal fatti; GS = Goal subiti; DR = Differenza reti, PT = Punti